# Gaetulia vittifrons
Gaetulia vittifrons är en insektsart som beskrevs av Schmidt 1912. Gaetulia vittifrons ingår i släktet Gaetulia och familjen Nogodinidae. Inga underarter finns listade i Catalogue of Life.